# Újszabadi
Újszabadi (1899-ig Új-Lehota, szlovákul Nová Lehota) község Szlovákiában, a Trencséni kerületben, a Vágújhelyi járásban.

## Fekvése
Vágújhelytől 22 km-re délkeletre fekszik.

## Története
A régészeti kutatások szerint területén az Úhrad és Hradisko nevű magaslatokon a korai vaskorban a lausitzi kultúra két erődített települése állt.
A mai település a 14. század elején keletkezett, 1453-ban "Wylehota" néven említik először. A temetvényi váruradalomhoz tartozott. 1715-ben 33 háztartása létezett. 1753-ban 45 család élt a községben. 1787-ben 88 házában 624 lakos élt. 1828-ban 58 házát 402-en lakták. Lakói főként mezőgazdasággal és állattartással foglalkoztak. 1806-tól a 19. század közepéig kézi működtetésű papírgyár volt a településen, 1870-től pedig üveggyára is működött, mely 1918 után megszűnt.
Vályi András szerint "Ó, és Új Lehota. Két faluk Nyitra Várm. földes Uraik külömbféle Uraságok, lakosai katolikusok, és más félék, fekszenek a’ Vág újhelyi járásban, határbéli földgyeik soványak, a’ fát nehéz útakon hordgyák, réttyei középszerűek, fa szerszámokat is készítenek lakosai."
Fényes Elek szerint "Lehota (Ó és Új), két egymás mellett lévő tót f., Nyitra vmegyében, Vágh-Ujhelyhez keletre 2 órányira. Az első számlál 406 kath., 17 zsidó lak., kath. paroch. templommal; a másik 301 kath., 15 zsidó lak. Földjeik soványak, de bikkes erdejök igen szép. Savanyuviz-forrás. F. u. többen."
Nyitra vármegye monográfiája szerint "Uj-Lehota, tót község az Inovecz hegység alatt, Ó-Lehota mellett, 610 lakossal, kik közül 256 r. kath., 339 ág. evangelikus. Postája Nagy-Modró, táviró- és vasúti állomása Pöstyén. Ág. ev. temploma 1866-ban épült. A faluhoz tartozó Dasztin nevű dülőn hideg savanyúvíz-forrása van. A XV. században Temetvény várának tartozéka volt. Későbbi földesura a Motesiczky és a Degenfeld-Schomburg család volt. Jelenleg pedig gróf Zedtwitz Kurtnak van itt nagyobb birtoka."
A trianoni békeszerződésig Nyitra vármegye Vágújhelyi járásához tartozott.

## Népessége
| Év:            | 1994. | 2004.    | 2014.    | 2024.   |
| -------------- | ----- | -------- | -------- | ------- |
| Emberek száma: | 277   | 230      | 198      | 192     |
| Eltérés:       |       | -16,96 % | -13,91 % | -3,03 % |

| Év:            | 2023. | 2024.   |
| -------------- | ----- | ------- |
| Emberek száma: | 197   | 192     |
| Eltérés:       |       | -2,53 % |

1910-ben 684, túlnyomórészt szlovák lakosa volt.
2001-ben 250 lakosából 242 szlovák volt.
2011-ben 205 lakosából 161 szlovák.

## Nevezetességei
- Evangélikus temploma 1866-ban épült neoromán stílusban.
- Páduai Szent Antal tiszteletére szentelt római katolikus temploma 1903-ban épült.

## Külső hivatkozások
- E-obce.sk Archiválva 2009. november 5-i dátummal a Wayback Machine-ben
- Községinfó
- Újszabadi Szlovákia térképén